# Организация за солидарност с народите на Азия, Африка и Латинска Америка
Организацията за солидарност с народите на Азия, Африка и Латинска Америка (ОСНААЛА) (на испански: Organización de Solidaridad con los Pueblos de Asia, África y América Latina или съкратено OSPAAAL) е международна организация, бореща се срещу империализма, неолиберализма и глобализацията и защитаваща човешките права. Издава тримесечното списание Триконтинентал. Основана в Хавана, Куба, на 16 януари 1966 г. в резултат на Триконтиненталната конференция – среща на леви политически организации от Гвинея, Демократична република Конго, Южноафриканската република, Ангола, Виетнам, Сирия, Северна Корея, Палестина (представена от ПЛО), Куба, Пуерто Рико, Чили и Доминиканската република.
Една от основните цели на ОСНААЛА е разпространението на социалистическата и комунистическата идеи в Третия свят. Общественото развитие се разглежда като основно човешко право и е неизменна тема на публикации.

## История
ОСНААЛА е основана в резултат на Триконтитенталната конференция в Хавана, която Мехди Бен Барка, председателят на повготвителния комитет на конференцията, организира преди изчезването си през октомври 1965 г.
Организацията за солидарност с народите от Азия и Африка (ОСНАА) е основана в Кайро, Египет, през 1957 г. В нея участват 500 делегати от националноосвободителни движения, партии и организации от 35 страни. За ръководител на организацията е избран Исмаел Туре, брат на тогавашния президент на Гвинея Ахмед Секу Туре, а за негови заместници – Бен Барка и Чу Дзучи от КНР. Въпросът за включването в организацията на страните от Латинска Америка и Карибския регион е разглеждан през 1957 и 1961 г.
Докато Групата от Казабланка (осн. 1961) включва т.нар. „прогресивни държави“ (Египет, Гана, Мали, Либия и Мароко), в ОСНААЛА членуват движения, които се стремят да създадат национални икономически планове за развитие за новоосвободените страни и да пробият международната им изолация чрез интернационализъм. По това време в Казабланка живеят Бен Барка, Амилкар Кабрал, Малкълм Екс, Че Гевара, Анри Кюриел (който организира мрежи на солидарност за поставения извън закона АНК). Бен Барка планира издаването на антиколониално списание „Африкански преглед“, но решава да включи и Латинска Америка.
След Карибската криза през 1961 г. Фидел Кастро се приближава все повече към СССР. През 1962 г. Куба е изключена от Организацията на американските държави. На 3 октомври 1965 г. бен Барка заявява, че на конференцията в Хавана „ще бъдат представени две течения на световната революция – това, родено с Октомврийската революция и това на националноосвободителните борби“.
Четвъртият конгрес на ОСНАА в Акра (5 – 9 май 1965) решава да включи държавите от Латинска Америка, считано от Хаванската конференция следващата година. През юли 1965 г. Бен Барка, подкрепян от СССР и КНР, определя целта на новата организация като „постигане на пълната свобода“: помощ за националноосвободителните движения (в частност на ПЛО), подсилване на въоръжените и мирните борби на трите континента, подпомагане на кубинската революция, затваряне на чуждестранни военни бази, подкрепа за ядреното разоръжаване и противопоставяне на апартейда и расовото разделение. На 19 октомври 1965 г. Бен Барка изчезва в Париж, вероятно отвлечен от мароканските тайни служби.

## Постери
ОСНААЛА издава цветни пропагандни постери като приложение на Триконтинентал. Някои от постерите са колекционерска рядкост. Всички постери до 2003 г. са публикувани в книгата The Tricontinental Solidarity Poster.
|  | Тази страница частично или изцяло представлява превод на страницата Organization of Solidarity with the People of Asia, Africa and Latin America в Уикипедия на английски. Оригиналният текст, както и този превод, са защитени от Лиценза „Криейтив Комънс – Признание – Споделяне на споделеното“, а за съдържание, създадено преди юни 2009 година – от Лиценза за свободна документация на ГНУ. Прегледайте историята на редакциите на оригиналната страница, както и на преводната страница, за да видите списъка на съавторите. ВАЖНО: Този шаблон се отнася единствено до авторските права върху съдържанието на статията. Добавянето му не отменя изискването да се посочват конкретни източници на твърденията, които да бъдат благонадеждни. |